# Atletismo nos Jogos Pan-Americanos de 1995 - Salto em distância feminino
A prova do salto em distância feminino nos Jogos Pan-Americanos de 1995 foi realizada em 21 de março, no Estádio Atlético "Justo Roman".

## Medalhistas
| Ouro                     | Prata                      | Bronze                     |
| Niurka Montalvo CUB Cuba | Andrea Ávila ARG Argentina | Jackie Edwards BAH Bahamas |

## Final
| Posição           | Nome            | Nacionalidade      | Tempo | Notas |
| ----------------- | --------------- | ------------------ | ----- | ----- |
| Medalha de ouro   | Niurka Montalvo | CUB Cuba           | 6.89  |       |
| Medalha de prata  | Andrea Ávila    | ARG Argentina      | 6.52  |       |
| Medalha de bronze | Jackie Edwards  | BAH Bahamas        | 6.50  |       |
| 4                 | Laiza Carrillo  | CUB Cuba           | 6.22  |       |
| 5                 | Dawn Burrell    | USA Estados Unidos | 6.15  |       |
| 6                 | Tamara Cuffee   | USA Estados Unidos | 6.09w |       |
| 7                 | Mónica Castro   | CHI Chile          | 5.91  |       |